# مسجد الصفارين
مسجد الصفارين هو من مساجد بغداد التراثية القديمة، ويقع في جانب الرصافة من مدينة بغداد، في سوق الصفارين، وتبلغ مساحتهُ 250م2 تقريباً، ويحتوي على حرم مصلى صغير يتسع لأكثر من 40 مصل، ولقد بني هذا المسجد من قبل أحد المحسنين في زمن الدولة العثمانية وتحديداً في منتصف القرن الثامن عشر، وتم ترميمهُ وتجديدهُ عدة مرات وما زال محافظاً على طابعهِ التراثي الأثري، وتقام فيهِ حالياً بعض الصلوات المكتوبة، والمسجد مستلم من قبل ديوان الوقف السني في العراق وحالته مضبوطة.
ويعتبر سوق الصفارين الذي سمي المسجد نسبة له من الأسواق القديمة في بغداد والتي تعود لعصر الخلافة العباسية وهي كانت قديماً سوقاً قائمة في درب المسعودة في محلة سوق الثلاثاء، لتوفير احتياجات طلاب المدرسة النظامية والمدرسة المستنصرية.